# Liste der Sprachen Ghanas
Die Liste der Sprachen Ghanas führt alle in Ghana vorkommenden, einheimischen Sprachen sowie deren alternative Bezeichnungen auf.
Zu Fragen der Bedeutung einzelner Sprachen, Amts- und Unterrichtssprachen siehe den Hauptartikel Sprachen Ghanas.
Die Zahl der in Ghana gesprochenen Sprachen differiert von Quelle zu Quelle, was vor allem auf Schwierigkeiten zurückzuführen ist, gewisse Sprachen als eigenständige Sprache aufzuführen, sie bestimmten Sprachgruppen zuzuordnen oder unter einer Sprachfamilie als Dialekt zusammenzufassen.
Die folgende Aufstellung in alphabetischer Reihenfolge orientiert sich an der Webausgabe von Gordon, Raymond G., Jr. (ed.), 2005. Ethnologue: Languages of the World, Fifteenth edition. Dallas, Tex.: SIL International.
- Abron (Sprache) (auch: Brong, Bron, Doma, Gyaman)

- Adamorobe-Gebärdensprache

- Adangbe (Sprache) (auch: Adangme, Dangbe, Adantonwi, Agotime und Adan)

- Adele (Sprache) (auch: Gidire, Bidire), Dialekte: Ober Adele und Unter Adele.

- Ahanta (Sprache)

- Akan-Sprachen, Dialekte: Fanti (Fante, Mfantse), Akuapem (Akwapem Twi, Twi, Akuapim, Akwapi), Asante (Ashante Twi, Asanti, Achanti, Aschanti), Agona, Dankyira, Asen, Akyem Bosome, Kwawu (Kwahu), Ahafo.

- Akposo (Sprache) (auch: Kposo, Ikposo, Akposso), Dialekte: Amou Oblou, Ikponu, Iwi (Uwi), Litime (Badou), Logbo, Uma

- Animere (Sprache) (auch: Anymere, Kunda)

- Anufo (Sprache) (auch: Chokosi, Chakosi, Kyokosi, Tchokossi, Tiokossi)

- Anyin (Sprache) (auch: Anyi, Agni), Dialekte: Aowin (Brissa, Brosa).

- Avatime (auch: Afatime, Sideme, Sia)

- Awutu (Sprache), Dialekte: Awutu, Efutu, Senya

- Bimoba (Sprache) (auch: Moar, Moor)

- Birifor (Sprache), Süd (auch: Birifo, Ghana Birifor)

- Bissa (Sprache) (auch: Bisa), Dialekte: Lebir (West Bisa), Baraka (Ost Bisa)

- Buli (Sprache) (auch: Builsa, Bulisa, Kanjaga, Guresha)

- Chakali (Sprache)

- Chala (Sprache) (auch: Tshala, Cala)

- Cherepon (Sprache) (auch: Okere, Kyerepong, Chiripong, Chiripon)

- Chumburung (Sprache) (auch: Nchumburung, Nchimburu, Nchummuru, Kyongborong), Dialekte: Nord Chumburung (Banda), Süd Chumburung (Lonto, Gurubi, Chinderi, Bejamse, Borae), Yeji (Yedji).

- Dagaare (Sprache), Süd (auch: Süd Dagari, Dagari, Dagara, Degati, Dagati, Dogaari, Dagaare)

- Dagbani (auch: Dagbane, Dagomba, Dagbamba), Dialekte: Nanuni (Nanumba)

- Dangme (Sprache) (auch: Adangme), Dialekte: Ada, Ningo, Osu, Shai, Sbugbla, Krobo.

- Deg (Sprache) (auch: Degha, Mo, Mmfo, Aculo, Janela, Buru), Dialekte: Longoro, Mangum, Boe

- Delo (Sprache) (auch: Ntrubo, Ntribu, Ntribou)

- Dompo (Sprache) (auch: Dumpo, Ndmpo)

- Dwang (Sprache) (auch: Dwan, Nchumunu), Dialekte: Bekye, Kenyen, Wiase

- Englische Sprache: Amtssprache

- Ewe (Sprache) (auch: Eibe, Ebwe, Eve, Efe, Eue, Vhe, Gbe, Krepi, Krepe, Popo), Dialekte: Anglo (Anlo), Awuna, Hudu, Kotafoa.

- Frafra (Sprache) (auch: Frafra, Gurenne, Gurune, Nankani), Dialekte: Gurune (Gudenne, Gurenne, Gudeni, Zuadeni), Nankani (Naani, Nankanse), Booni, Talni (Talensi, Talene), Nabt (Nabit, Nabde, Nabte, Nabdam, Nabdug, Nabrug, Nabnam, Namnam)

- Fulfulde, Maasina (auch: Peul, Fulbe, Maacina)

- Ga (Sprache) (auch: Amina, Gain, Accra, Acra)

- Ghanaische Gebärdensprache

- Gikyode (Sprache) (auch: Kyode, Chode)

- Gonja (Sprache) (auch: Ngbanyito, Gbanyang), Dialekte: Gonja, Choruba (Choroba)

- Gua (Sprache) (auch: Anum-Boso, Gwa), Dialekte: Anu (Anum), Boso

- Hanga (Sprache) (auch: Anga), Dialekte: Nord Hanga, Süd Hanga

- Hausa (Sprache) (auch: Haussa)

- Jwira-Pepesa (Sprache) (auch: Pepesa-Jwira, Dialekte: Jwira, Pepesa)

- Kabiyé (auch: Kabire, Cabrai, Kabure, Kabye, Cabrais)

- Kamara (Sprache)

- Kantosi (Sprache) (auch: Kantonsi, Yare, Yarsi, Dagaare-Dioula)

- Kasem (auch: Kasena, Kassena, Kassene), Dialekte: Nunuma, Lela, Kasem, Fere

- Konkomba (Sprache) (auch: Likpakpaln, Kpankpam, Kom Komba), Dialekte: Lichabool-Nalong, Limonkpel, Linafiel, Likoonli, Ligbeln

- Konni (auch: Koni, Koma, Komung)

- Kplang (Sprache) (auch: Prang)

- Krache (Sprache) (auch: Kratschi, Krakye, Kaakyi)

- Kulango (Sprache)

1. Kulango (Bondoukou) (auch: Nkuraeng, Nkurange, Kuolango, Kulange, Kolango, Bonduku Kulango)
2. Kulango (Bouna) (auch: Nkuaereng, Buna Kulango, Bouna Koulango), Dialekte: Sekwa, Nabanj

- Kusaal (Sprache) (auch: Kusale, Kusasi) Dialekte: Angole (Ost-Kusaal), Toende (West-Kusaal)

- Lama (Sprache) (auch: Lamba, Losso), Dialekte: Kadjala (Kadjalla)

- Larteh (Sprache) (auch: Late, Lete, Gua)

- Lelemi (Sprache) (auch: Lefana, Lafana, Buem)

- Ligbi (Sprache) (auch: Ligwi, Nigbi, Nigwi, Tuba, Banda, Dzowo, Namasa, Tsie, Weila, Wiila, Weela, Jogo), Dialekte: Bungase, Gyogo, Hwela (Weila, Wiila, Weela, Vwela), Dwera (Manji-Kasa, Atumfour (Atoumfuor-Kasa) und Ntoleh)

- Logba (Sprache)

- Mampruli (Sprache) (auch: Mamprule, Manpelle, Ngmamperli), Dialekte: Ost-Mampruli, West-Mampruli

- Mòoré (auch: Moose, More, Mole, Mossi, Moshi), Dialekte: Saremdé, Taolendé, Yaadré, Ouapadoupou, Yaande, Zaore (Joore), Yana (Yanga, Jaan)

- Nafaanra (auch: Nafana, Nafaara, Pantera-Fantera, Banda, Dzama, Gambo), Dialekte: Pantera, Fantera

- Nawdm (Sprache) (auch: Naudm, Nawdam, Naoudem)

- Nawuri (Sprache)

- Nchumbulu (Sprache)

- Nkonya (Sprache)

- Ntcham (Sprache) (auch: Tyam, Tobote, Ncham, Bassar, Bassari, Basari, Basar, Basare), Dialekte: Bitaapul

- Nyangbo (Sprache)

- Nzema (Sprache) (auch: Nzima, Apollo), Dialekte: Evalue

- Paasaal (Sprache) (auch: Pasaale, Funsile, Süd-Sisaala, Pasaale Sisalla), Dialekte: Gilbagala und Pasaali

- Safaliba (Sprache) (auch: Safali, Safalaba, Safalba)

- Sehwi (Sprache) (auch: Sefwi, Asahyue)

- Sekpele (Sprache) (auch: Likpe, Mu (Sprache), Bosele), Dialekte: Sekwa, Sekpele

- Selee (Sprache) (auch: Santrokofi, Sentrokofi, Bale (Sprache), Sele)

- Sisaala (Sprache)

1. Sisaala (Tumulung) (auch: Sisai, Issala, Hissala, Sisala Tumu, Isaalung), Dialekte: Isala, Gil, Bagale (Galabagla), Nshihaa, Potule
2. Sisaala, (West) (auch: Busillu Sisala, Sisai, Issala, Hissala)

- Siwu (Sprache) (auch: Akpafu-Lolobi, Lolobi, Akpafu, Siwusi), Dialekte: Akpafu, Lolobi

- Tafi (Sprache) (auch: Tegbo)

- Tampulma (Sprache) (auch: Tamprusi, Tampole, Tampolem, Tampolense, Tamplime, Tampele)

- Tem (auch: Kotokoli, Cotocoli, Tim, Timu, Temba)

- Tuwuli (Sprache) (auch: Bowiri, Bowili, Liwuli, Siwuri, Bawuli, Tuwili)

- Vagla (Sprache) (auch: Vagala, Sitigo, Kira (Sprache), Konosarola, Paxala), Dialekte: Bole, Buge

- Wali (Sprache) (auch: Waali, Wala (Sprache), Ala (Sprache), Ouala), Dialekte: Fufula, Yeri Waali, Cherii, Bulengee, Dolimi

- Wasa (Sprache) (auch: Wasaw, Wassa), Dialekte: Amenfi, Fianse

- Zarma (Sprache) (auch: Dyerma, Dyarma, Dyabarma, Adzerma, Djerma, Zabarma, Zarbarma, Zarmaci)